# Cerco de Leith

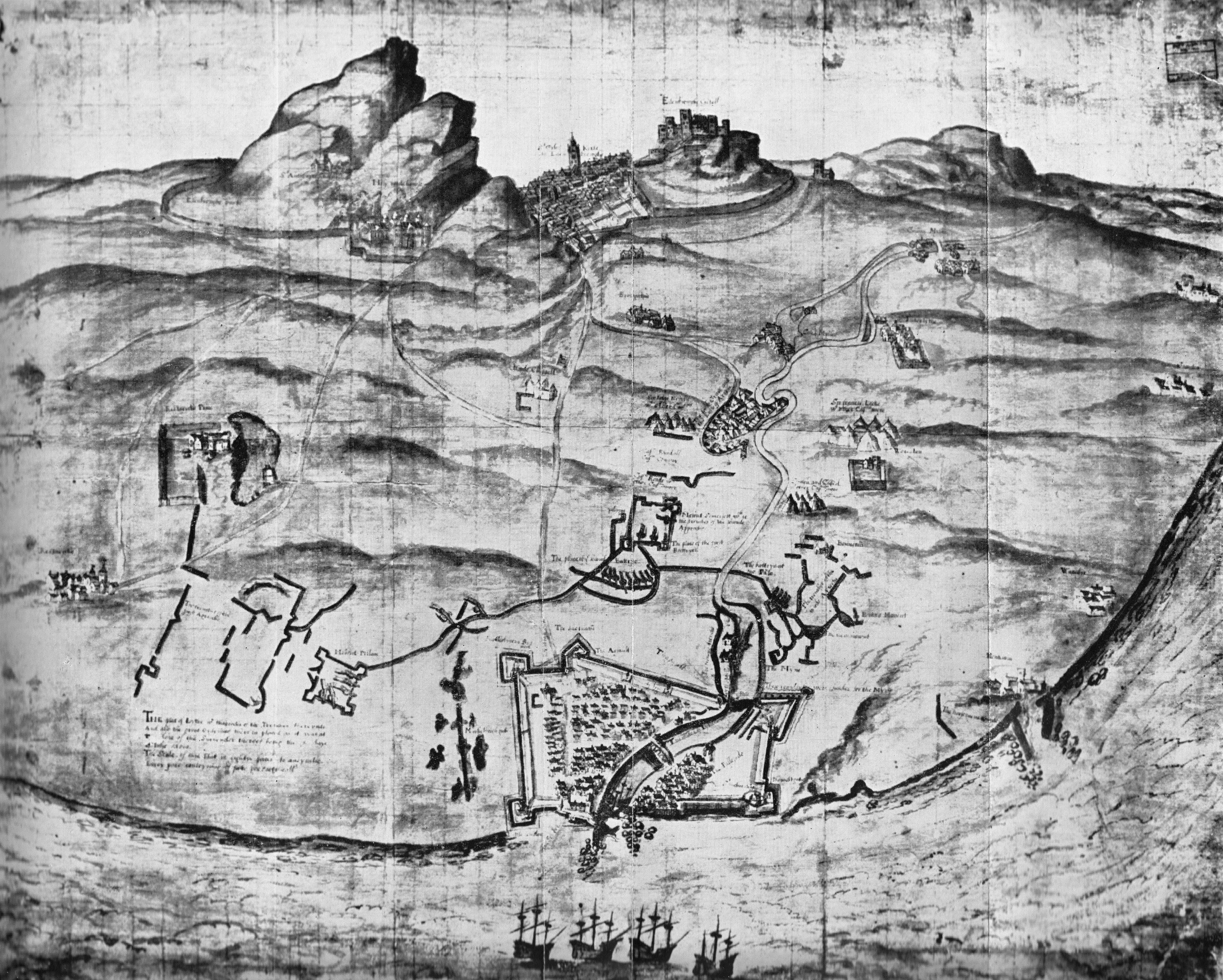
Mapa do cerco de Leith, 1560

O Cerco de Leith finalizou um acampamento de doze anos das tropas francesas em Leith, o porto próximo de Edimburgo, na Escócia. As tropas francesas chegaram a convite em 1548 e saíram em 1560 depois que uma força inglesa veio para tentar auxiliar a tira-los da Escócia. A cidade não foi conquistada à força e as tropas francesas enfim saíram pacificamente ao abrigo de um tratado assinado pela Escócia, Inglaterra e França.

## Antecedentes

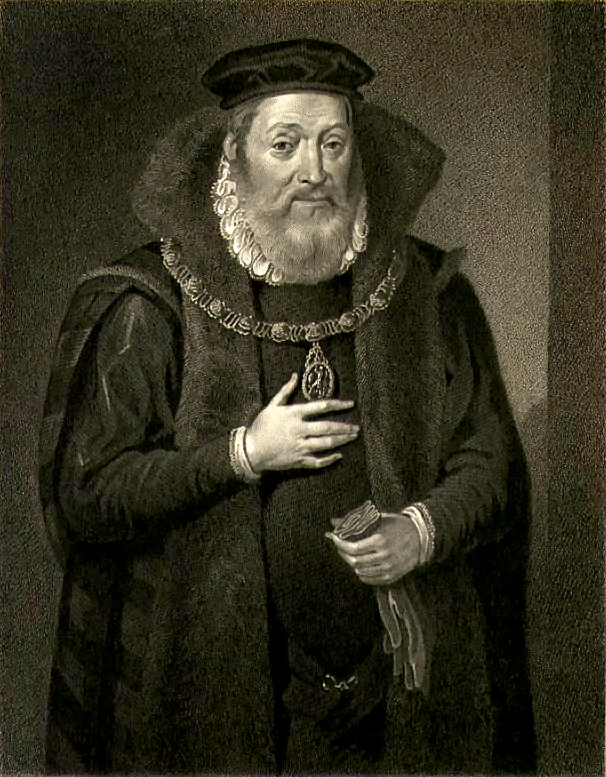
James Hamilton, Conde de Arran, Regente da Escócia de 1542 a 1554

A Escócia e a França sempre foram aliadas da Velha Aliança ("Auld Alliance"), estabelecida pela primeira vez no século XIII. No entanto, durante o século XVI, surgiram divisões entre uma facção pró-francesa na Corte e os reformadores protestantes. Os protestantes viam os franceses como uma influência católica e, quando o conflito eclodiu entre as duas facções, pediram aos protestantes ingleses ajuda para expulsar os franceses da Escócia.
Em 1542, o rei Jaime V da Escócia morreu, deixando apenas uma filha de uma semana que foi proclamada Maria, Rainha da Escócia.